# Salto Veloso
Salto Veloso là một đô thị thuộc bang Santa Catarina, Brasil. Đô thị này có diện tích 105,042 km², dân số năm 2007 là 4172 người, mật độ 40 người/km².